# 雷克雅未克足球俱乐部
雷克雅維克足球俱樂部，冰岛首都雷克雅維克市的一个足球俱乐部。该俱乐部是冰岛最早成立的足球俱乐部，也是目前实力最强的足球俱乐部之一。
足球是该俱乐部最早的运动项目，除此之外，还有篮球、羽毛球、乒乓球、保龄球、游泳等。

## 荣誉
- 冰島足球超級聯賽: 
  - 冠军 (27)：1912, 1919, 1926, 1927, 1928, 1929, 1931, 1932, 1934, 1941, 1948, 1949, 1950, 1952, 1955, 1959, 1961, 1963, 1965, 1968, 1999, 2000, 2002, 2003, 2011, 2013, 2019
- 冰島盃
  - 冠军 (12)：1960, 1961, 1962, 1963, 1964, 1966, 1967, 1994, 1995, 1999, 2008, 2011
- 冰島聯賽盃
  - 冠军 (5)：1998, 2001, 2005, 2010, 2012
- 冰島超級盃
  - 冠军 (2)：2003, 2012